# Рашет (дворянский род)
Рашет — русский дворянский род французского происхождения.

## Происхождение и история рода
Основателем российской ветви рода Рашет является французский скульптор Жак Доменик Рашетт (Antone-Geacques-Gean-Dominique Rachette), (22.12.1744, Монпелье, община Сен-Дени, Франция — 1809), сын скульптора Доменика Рашетта из Монпелье и Клоди Бьенфэ 15 марта 1810 он под именем Яков Рашет был жалован дипломом на потомственное дворянское достоинство в чине статского советника..
Его сын Карл Мартин (Карл Яковлевич) Рашет, (31.05.1772, Копенгаген — 26.01.1830, С.‑Петербург) начал свою государственную службу с 12 лет копиистом канцелярии Правительствующего Сената, работал на многих должностях, в том числе в Комиссии составления законов, в качестве переводчика (немецкий, французский и датский языки). Основной его деятельностью была работа в таможенных службах. За исключительную честность, добросовестность и «за приращение таможенных доходов» восьмикратно награждался деньгами от 1000 до 3000 рублей, трижды — «в знак Монаршего благоволения» — бриллиантовыми перстнями, орденами Св. Владимира 4 степени (1811), Св. Анны 2 степени (1820) и алмазными знаками к ордену Св. Анны 2 степени (1824). В отставку Карл Яковлевич Рашет вышел с должности управляющего Рижской таможни, где до него в этой же должности служил его старший брат статский советник Антон Каспар Рашет (1769—1822). Карл Яковлевич был женат на Луизе (Елизавете Ивановне) Фрейганг (1785—1822, С.‑Петербург), дочери лейб-медика Государственного медицинского совета, статского советника Ивана Фёдоровича Фрейганга и Екатерины Максимовны Брискорн (1765—1851). Супруги Рашет имели 12 детей, родившихся в С.‑Петербурге.
Их сыновья Иван и Владимир Карловичи Рашеты в 1852 и в 1856 подают прошения в Дворянское Депутатское Собрание С.‑Петербурга, о причислении их, их жён и детей к роду своего деда Я. К. Рашета, так как после пожара в 1845 г. в здании ДДС дело о потомственном дворянстве рода Рашет числилось среди утраченных. Оба просителя получили положительные ответы с сообщением о внесении их в 3 часть дворянской родословной книги С.‑Петербургской губернии, соответственно в 1854 и 1857 годах.
Имя рода сохранилось в названии Рашетовой улицы в Санкт-Петербурге. Здесь находилась дача надворного советника Ивана Рашета, внука Якова Ивановича Рашета.

## Описание герба
Щит поделен на четыре части. В первом лазуревом поле справа грозовые облака, из них показывается серебряная звезда, во втором золотом поле пчела вверх, в третьем серебряном поле петух натурального цвета влево, в четвертом червленом поле дымящийся серебряный светильник (горящая лампада). Над щитом дворянский коронованный шлем без нашлемника. Намёт червленый и золотой, подложен серебром и лазуревым. Герб Рашетов внесен в Часть 12 Сборника дипломных гербов Российского Дворянства, невнесенных в Общий Гербовник. № 16.